# Hugues Géraud
Pour les articles homonymes, voir Géraud.
Hugues Géraud est évêque de Cahors de 1313 à 1317. Il est célèbre pour avoir été condamné au bûcher et exécuté pour tentative d'assassinat par le poison et les maléfices sur la personne du pape Jean XXII.

## Affaire d'envoûtement et d'empoisonnement
Une procédure judiciaire est ouverte contre lui alors qu'il est l’évêque de Cahors. Il est en effet accusé de malversations et, se sentant perdu, décide d’empoisonner le pape. Il s’assure la complicité de deux personnes de l’hôtel pontifical : Pons de Vassal et Isar d’Escodata. Il se procure des poisons et des statuettes de cire pour procéder à l’envoûtement du pape. Le rite d'envoûtement est d’abord pratiqué contre le cardinal Jacques de Via, neveu du pape. 
Trois figurines de cire à l’effigie du pape, de Bertrand du Pouget et de Gaucelme de Jean sont cachées dans des pains et confiées à des messagers pour les porter dans le palais épiscopal. L’attitude étrange des voyageurs attire l’attention de la police pontificale qui découvre ces figurines. Le 23 mars 1317, toutes les personnes impliquées, dont Hugues Géraud, sont arrêtées. 
Dans l'entourage de l'évêque de Cahors gravitent des personnages influents du Sud-Ouest comme l'évêque de Toulouse Gaillard de Preyssac, neveu de Clément V, le cardinal de Pellegrue, rival de Jean XXII à l'élection du pape, et le vicomte de Bruniquel, neveu par alliance de Clément V. 
L'interrogatoire des accusés commence le 22 avril au château de Noves. Le pape décide de nommer le 5 mai Pierre des Prés et Arnaud de Capdenac à la commission chargée de suivre l'enquête. L'interrogatoire est secret pour que les noms des grands personnages impliqués dans le complot ne soient pas divulgués. Le procès est rapide, Hugues Géraud avoue tout sans avoir besoin de torture. Jean XXII célèbre « la prudence, la fidélité et l'expérience » de Pierre des Près. Le cardinal Jacques de Via, sur lequel Hugues Géraud avait commencé ses expériences d'envoûtement, meurt en plein procès, le 13 juin 1317. Le pape interroge personnellement Hugues Géraud le 21 août. 
Le 30 août, Hugues Géraud est condamné pour magie, sacrilège et meurtre de Jacques de Via et livré au bras séculier. Après avoir été dégradé des marques de la cléricature, il est conduit au bûcher sur la place du palais épiscopal d'Avignon. L'évêque de Toulouse perd son diocèse. Le cardinal de Pellegrue n'est pas inquiété.
Pierre des Prés préside le procès de complices d'Hugues Géraud à la demande du pape, notamment en septembre 1322 pour le procès de Pierre de Saleilles qui est un complice de Hugues Géraud. Le 26 novembre 1322, il juge un autre complice, Bernard Gasc, évêque in partibus qui a béni des figures de cire du pape et de cardinaux pour les envoûter.

## Conséquences
Ce complot illustre les pratiques d’une époque où le recours à la sorcellerie n’était pas exceptionnel. Le pape Jean XXII publie d'abord en 1317 à la suite de cette tentative d'empoisonnement et d'envoûtement sur sa personne une bulle élargissant les droits des inquisiteurs, puis en août 1326 la bulle  pontificale Super illius specula, assimilant pratiquement la sorcellerie à l'hérésie. Une voie que suivirent ses successeurs de Benoît XII à Alexandre V en pérennisant la chasse aux sorcières.